# Koro (Mali)
Koro è un comune rurale del Mali, capoluogo del circondario omonimo, nella regione di Mopti.